# ルディ・ペイジ
ルディ・ペイジ（Rudy Paige、1989年8月2日 - ）は、プロD2RCヴァンヌに所属するラグビーユニオン選手。

## プロフィール
- 南アフリカ・ハイデルベルク出身[1]。
- ポジションはスクラムハーフ(SH)。
- 身長 169cm、体重 77kg[2]
- U20南アフリカ代表に選ばれたことがある。
- 南アフリカ代表キャップは13（2020年2月現在）で2015年W杯代表に選ばれた[3]。

## 略歴
ゴールデン・ライオンズ、ブルー・ブルズ、ブルズ、フリーステイト・チーターズ、チーターズを経て、2019年12月、サンウルブズの2020シーズンスコッドに選ばれた。
その後ASMクレルモンを経て、2021年、RCヴァンヌに加入。  